# Sidareksa
Sidareksa is een bestuurslaag in het regentschap Ogan Komering Ilir van de provincie Zuid-Sumatra, Indonesië. Sidareksa telt 3664 inwoners (volkstelling 2010).